# كيري أشبي
كيري أشبي (بالإنجليزية: Kerry Ashby) هو مدرب تجديف نيوزيلندي، ولد في 4 سبتمبر 1928 في Devonport, New Zealand ‏ في نيوزيلندا، وتوفي في 3 مارس 2015 في أوكلاند في نيوزيلندا.

## وصلات خارجية
- كيري أشبي على موقع الاتحاد الدولي للتجديف (الإنجليزية)
- كيري أشبي على موقع اللجنة الأولمبية الدولية (الإنجليزية)
- كيري أشبي على موقع أوليمبيديا (الإنجليزية)
- كيري أشبي على موقع اللجنة الأولمبية النيوزيلندية (الإنجليزية)